# Sibovia mesolinea
Sibovia mesolinea är en insektsart som beskrevs av Delong et Currie 1959. Sibovia mesolinea ingår i släktet Sibovia och familjen dvärgstritar. Inga underarter finns listade i Catalogue of Life.